# Encyclia tampensis
Encyclia tampensis (возможное русское название: Энциклия тампенсис) — многолетнее эпифитное травянистое растение семейства Орхидные (Orchidaceae), вид рода Энциклия.
Вид не имеет устоявшегося русского названия, в русскоязычных источниках используется научное название Encyclia tampensis.

## Синонимы
По данным Королевских ботанических садов в Кью. 

Гомотипные синонимы:
- Epidendrum tampense Lindl. (1847) basionym

Гетеротипные синонимы:
- Epidendrum tampense var. albolabium A.D.Hawkes, 1950
- Encyclia tampensis f. albolabia P.M.Br., 1995

## Этимологияи история описания
Видовой эпитет tampensis образован от названия города Тампа, расположенного во Флориде, США.
Растение впервые было обнаружено неподалёку от залива Тампа-Бэй в 1846 году Джоном Торри и описана Джоном Линдли в 1847 году под названием Epidendrum tampense.
Английское название — Florida Butterfly Orchid или Tampa Encyclia.

## Биологическое описание
Побеги симподиального типа.

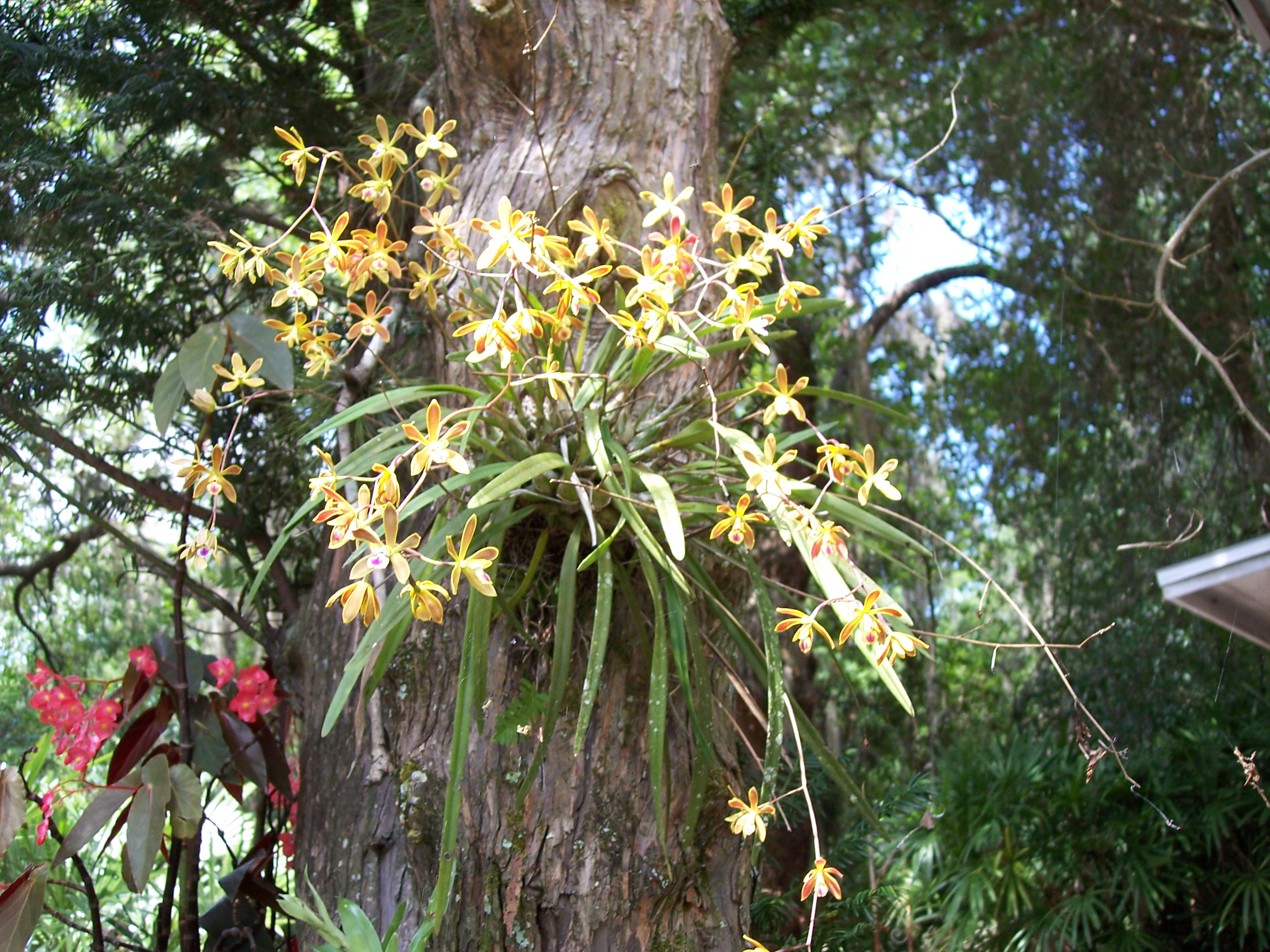
Encyclia tampensis

Псевдобульбы 1-7 см высотой, 1-2,5 см шириной, тёмно-зелёные, яйцевидной формы. Образуют плотные группы. Несут 1-3 листа.
Листья зелёные, линейно-ланцетные, 8-45 см в длину, 0,5-2 см в ширину, жёсткие.
Цветоносы свисающие, 10-80 см в длину, несут 3-45 цветков.
Цветки ароматные, около 2,5-4 см в диаметре, зелёные, жёлтые или коричневатые, часто с пурпурными прожилками. Губа белая, в средней части может быть пурпурное пятно.
Пыльник 1, жёлтого цвета.
Аромат начинает проявляться около полудня и продолжает быть интенсивным всю вторую половину дня. Аромат слегка сладкий, напоминает аромат меда, некоторые популяции имеют запах шоколада.

## Ареал, экологические особенности
Флорида и близлежащие острова, включая Багамские острова и Кубу.
Эпифит. Встречается в мангровых лесах, дубравах (на виргинском дубе), сосновых лесах и на пальмах. От 0 до 100 метров над уровнем моря.
Цветение: июнь-июль и спорадически на протяжении всего года.
Относится к числу охраняемых видов (II приложение CITES).

## В культуре
Температурная группа — умеренная. Для нормального цветения обязателен перепад температур день/ночь в 5-8°С.
Освещение — полутень. В условиях квартиры — окна восточной и западной ориентации.
Относительная влажность воздуха 50-70 %.
Посадка на блок или в корзинку для эпифитов с субстратом из сосновой коры средней фракции. Субстрат не должен препятствовать движению воздуха в корнеобитаемой зоне.
С осени до появления новых побегов — период покоя, во время которого температура воздуха должна быть уменьшена, а полив сокращен.
Во избежание грибковых и бактериальных болезней корней субстрат должен успевать полностью просохнуть между поливами.